# Xenurobrycon coracoralinae
Xenurobrycon coracoralinae är en fiskart som beskrevs av Moreira 2005. Xenurobrycon coracoralinae ingår i släktet Xenurobrycon och familjen Characidae. Inga underarter finns listade i Catalogue of Life.